# Anton Moravčík
Anton Moravčík (Komárno, 3 maggio 1931 – 12 dicembre 1996) è stato un calciatore cecoslovacco, di ruolo centrocampista.